# 로도스의 멘토르
로도스의 멘토르(Μέντωρ ὁ Ῥόδιος Mentor, 기원전 385년 경 - 기원전 340년)는 고대 그리스의 용병이다. 알렉산더 3세와는 부하로도, 적으로도 싸웠다. 또한 후에 알렉산더 3세의 첩이되는 바르시네의 첫 번째 남편으로도 알려져 있다.

## 생애
기원전 358년, 멘토르 동생의 멤논과 함께 페르시아 제국의 사트라프인 아르타바자스에게 고용되어 반란 전쟁에 참가했다. 멘토르의 활약에도 불구하고 반란은 실패로 돌아갔고, 아르타바자스, 바르시네, 멤논은 마케도니아 왕국으로 피해 필리포스 2세에 맞이했다. 멘토르는 이집트로 피신했다.
이집트 파라오 나크타네보 2세는 즉시 그리스의 용병의 협력을 요구했고, 4000명의 용병대장으로 멘토르를 보내 페르시아에 대해 반란을 일으키고 있는 사이다를 지원했다. 멘토르는 몇몇 사트라프를 상대로 승리를 거두었지만, 아르타크세르크세스 3세의 군대를 물리치지 못했고, 기원전 346년에 체포되었다.
아르타크세르크세스는 멘토르의 능력을 인정하고 용서를 했다. 멘토르는 곧 과거를 잊고 이집트를 침략하여 이집트를 물리쳤다. 기원전 342년 아르타크세르크세스는 멘토르를 서방 사령관에 임명했다. 이 지위에 있던 짧은 기간에 그는 아르타바자스, 바르시네, 멤논을 사면해 주고 귀가를 허용했다. 멘토르는 이 자리에 오른 뒤 4년 후에 사망했다. 그의 딸은 후에 네아르코스와 결혼했고, 아내 바르시네는 동생 멤논과 재혼했다. 멤논은 멘토르의 사후 사령관직을 물려받았다.